# A láthatatlan ember (televíziós sorozat)

Darien Fawkes (Vincent Ventresca)

A láthatatlan ember (eredeti cím: The Invisible Man) egy amerikai televíziós sorozat, amelyet 2000-ben forgattak és két évadot élt meg.
A történet középpontjában egy piti kis tolvaj, Darien Fawkes áll aki többször ült már börtönben. Ezúttal sincs szerencséje, mert egy rablás közben rajta kapja egy idős ember aki szívrohamot kap. A kis tolvaj lelki ismerete pedig előtör, a menekülés helyett megmenti az idős embert. Sikerül neki, de félreérthető helyzetben találják meg a rendőrök, és e miatt mindenki az idős emberek molesztálójának tartja. Életfogytiglanig tartó börtönbüntetésre ítélik, megpróbál ugyan megszökni, de a szökést meghiúsítja ősrégi ellensége, a pókoktól való félelme. Felbukkan Kevin Fawkes, Darien bátyja, aki egy zseniális tudós és ajánlatot tesz Neki. Kiviszi őt a börtönből, ha cserébe részt vesz egy kísérletben. Nemsokára egy laborba kerül a sivatagban, mindentől távol. Elkábítják és megműtik. A műtét után három hétre felébred, de ez az ébredés nem telik nyugodtan, egy pókokkal teli szobában találja magát. Egy tükör előtt áll és legnagyobb megdöbbenésére láthatatlanná válik.
A testvére elmagyarázza Neki, hogy egy bioszintetikus mirigyet ültettek az agyába, ami az adrenalin segítségével képes higanymázt termelni és beborítani az egész testét. Tudni illik ez az anyag megtöri fényt és ezáltal az általa körbe vett tárgy vagy személy észrevehetetlen marad a kamerák és az emberi szem számára. Darien aggódik amiatt, hogy rossz kezekbe kerül ez a találmány, de Kevin biztosítja róla, hogy a kutatással kapcsolatos összes információ az ő fejében és a labor számítógépében létezik csak. Darien nemsokára furcsán kezd viselkedni, néha skizofréniás rohamok gyötrik. Kiderül, hogy a mirigy által termelt higany blokkolja az agy egyes gátlásait, de Arnoud De' Tiel, Kevin jobb keze kifejlesztett egy ellenanyagot amit, ha rendszeresen adagolnak Fawesknak, akkor kontrollálható marad a mirigy.
Dariennak gyanússá válik Arnoud, ami nem megalapozatlan. A kutatólabort megtámadja egy csapat terrorista, amit Arnoud vezet, az összes kutatót lemészárolják, többek között Kevin Fawkest is, Darien bátyját. Darien megszökik, de nem lehet szabad, hisz függ az ellenszertől. Megkeresi hát az árulót és leszámol a szervezetével. Arnoud az állítólagos felrobbanása előtt bevallja, hogy a mirigy eredetileg veszélytelen volt. Ő módosította úgy, hogy függjenek egy anyagtól a mirigy beültetettek, hogy jó pénzért árulhassa a szert. A bevezető epizód végén Darien beáll egy ügynökséghez. akik képesek a szert előállítani, cserébe ő az új képességével segít nekik megoldani néhány ügyet.
A sorozat később arról szól, hogy Darien keresi a módját annak, hogy a mirigyet el tudják távolítani belőle aminek a lehetősége elveszett bátyja halálával együtt. Segítői is akadnak, kap egy társat Bobbie Hobbest, aki ügye fogyott, néha agresszív, de tapasztalt ügynök. Kap egy szakképzett orvost is, Clairt, akinek a vezetékneve a sorozatban titok marad. A Főnök, aki mindent irányít a háttérben, de szándékai többnyire jók, a Főnök mellett ott van az akta kukac Albert Aberts. A 2. évadtól egy új ügynök kerül a csapatban, Alex Monroe, de ő nem válik jelentős elemévé a sorozatnak, csak pár részben tűnik fel és az elveszett gyerekét keresi, akiről kiderül, hogy genetikailag nem is az övé.
Természetesen akadnak rossz fiúk is, kezdjük Arnoud De'Teil-lel. Ő valójában nem hal meg és az egész sorozatot végig kíséri, elejében félelmetes figura, később inkább ügye fogyott vicces figurává válik, kísérletezett egy 2. higany miriggyel, amit magába beültetett, de rosszul sikerült a műtét. 1 évig teljesen láthatatlanná válik, nem tud látható maradni és Fawkessal ellentétben nem tud mást láthatatlanná tenni. A sorozat végén a Crisalis kiszedi belőle a mirigyet, de megöl egy ügynököt, majd meglép, nem látjuk többet. A szökése előtt oda adja Clairnek a higany őrület végleges ellenszerét, Darien szabaddá válik.
A Crisalis (jelentése selyemgubó): génmanipulálással elérik, hogy 25 éves kor után ne öregedjenek és megfejtették az örök élet titkát. Céljukká válik az emberiség megsemmisítése, hogy ők uralhassák a bolygót.
A két fő ellenségen kívül akadnak még alkalmi rosszfiúk, de ők meghalnak. Ott van Simon Cole, a mirigy első gazdateste, akinek emlékei bekerülnek a mirigyen át Darienbe, ezt kiűzi Clair egy enzimmel. Van egy orvos Dr. Augistin Gather, Kevin egy volt munkatársa aki számtalan ember kísérletet végzett el. Végül magában is maradandó károkat okozott, miután betiltották a kísérleteit. Érzéketlenül és csonkán elnyomja az emlékeit, de Clair felrázza ezeket az emlékeket, ami miatt feláldozza magát és azt a szervezetet ami az emberkísérleteket folytatta.

## Szereplők
- Vincent Ventresca (Darien Fawkes, magyar hangja Czvetkó Sándor)
- Paul Ben-Victor (Robert Albert Hobbes, magyar hangja Harsányi Gábor)
- Shannon Kenny (Clair, magyar hangja Orosz Helga)
- Eddie Jones (Charles Borden, magyar hangja Láng József)
- Michael McCafferty (Albert Aberts)
- Brandy Ledford (Alex Monroe, magyar hangja Kocsis Judit)